# Rong Fu Huang
Rong Fu Huang ( n. 1940 ) es un botánico chino, que mantiene, entre otros, contactos científicos con Kew Gardens

## Honores
- Coeditor del Boletín Botánico de la Academia Sinica (BBAS)[2]

- La abreviatura «R.F.Huang» se emplea para indicar a Rong Fu Huang como autoridad en la descripción y clasificación científica de los vegetales.[3]